# Irirum
Irirum, hoy conocido como Iriron, es un barrio rural de Calintaán, municipio filipino de cuarta categoría perteneciente a la provincia isleña de Mindoro Occidental en Mimaro,  Región IV-B.
En mayo de 2010 contaba con una población 3.481 de almas.

## Geografía
El municipio de Calintaán  se encuentra situado en  la parte suroccidental de la isla de Mindoro.
El barrio se encuentra en la Ensenada de Irirum (Iriron Bay) con la que linda al oeste. Linda al norte con el barrio de Concepción y al sur y este con el barrio de Poypoy.

"...Confina el TÉRMINO, por N. con Sablayan (matriz)  á 4 ½ leguas;  por Sur con Mangarín (á 5 ½ leg.); por Oeste con el mar; y por E. se extiende el terreno hasta las escabrosidades de los montes que se elevan por esta parte..."
Felipe M. de Govantes, página MAN 212 MAN.

## Historia
En 1850 formaban parte de la provincia de Mindoro compartiendo jurisdicción civil y eclesiástica con el de Sablayan.

"...hállase SITUADO en los 124" 57' longitud, 12° 55' 30" latitud, á la orilla derecha de un río, en terreno montuoso, sobre la costa occidental de la isla, resguardado de los vientos del N. E. por los cerros que se elevan hacia esta parte del terreno; disfruta sin embargo, buena ventilación, su CLIMA es templado y saludable. Este pueblo, o misión, creado en 1819, tiene muy pocas casas y todas de sencilla construcción, como también su casa tribunal donde está la cárcel; esta casa es también la parroquial ó convento: hay escuela de primeras letras, dotada de los fondos de comunidad, y es bastante concurrida; tiene su iglesia, aunque reducida á un camarín de caña, y en ella se observa con suma curiosidad por los viageros, la particularidad de ser los cepos de sus ciriales formados de tres huesos del espinazo de una ballena y de una magnitud asombrosa. El cementerio se halla bien situado á corta distancia del pueblo; pertenece á la administración espiritual de los Padres Recoletos..."

"... En lo antiguo fue un pueblo de consideración, matriz denominante de los demás de la misión de la contra-costa de la isla, y se despobló en fuerza de los daño ocasionaron las irrupciones de los moros, quedando solo el convento ó casa parroquial y como dos edificios mas muy mal tratados. ..."
Felipe M. de Govantes.

El lugar permanece despoblado durante muchos años,  reducido á la insignificancia hasta que  Fr. Guillermo Agudo restauró la misión y el dominio de la metrópoli en aquella contra-costa. La labor llevada a cabo en la misión ha hecho que  vuelva a recuperarse la población en este punto.